# Emiliano Ragno
Emiliano Ragno (Roma, 13 novembre 1975) è un doppiatore, attore e direttore del doppiaggio italiano.

## Filmografia

### Cinema
- Un giorno perfetto, regia di Ferzan Özpetek (2008)
- Noi due, regia di Enzo Papetti

### Televisione
- La nuova squadra, di registi vari
- Crimini 2, episodio Cane nero, regia di Claudio Bonivento
- Chirurgia d'urgenza, regia di Alessandro Piva
- Orgoglio 3, regia di Giorgio Serafini
- La tassista, regia di J. M. Sanchez
- Orgoglio, regia di Vittorio De Sisti
- Carabinieri 2, regia di Raffaele Mertes
- Un medico in famiglia 3, regia di Claudio Norza
- Storia di guerra e d'amicizia, regia di Fabrizio Costa

### Cortometraggi
- L'inferno secondo noi, regia di Giovanni Giacobelli
- Corrispondenze, regia di Leonardo Angelini e C. Centi
- La tartaruga, regia di Claudio Carafòli
- La pace, regia di Luca Fantasia
- Matrimonio in campagna, regia di Luca Fantasia

## Teatro
- Permettimi di dimenticarti, di Lidia Perrone, regia di Stefano Mondini
- On the Rocks, di George Bernard Shaw, regia di Gaetano Lembo
- L'amante di prima di G.Valori, regia di Irmo Bogino
- Il mago di Oz di L.Frank Baum, regia di Irmo Bogino
- Daniel il giudice pazzo, di G.Francione, regia di G.Purpi
- Il divano, di L.Angelini, regia di L.Angelini
- Nel frattempo, di A.Levante, regia di A.Levante
- L'ultimo derby, di F.V.Solfiti, regia di F.Cordio
- Quartetto per Viola, di C.Carafòli, regia di C.Carafoli
- Cuore amore e ginnastica, di Riccardo Reim, regia di Riccardo Reim
- Un uomo a pezzi di C.Carafòli, regia di C. Carafoli
- Desiderio, di C.Carafòli, regia di C.Carafoli
- Cinque giorni molto caldi, di A.Mistichelli, regia di A.Mistichelli
- Millennio più... Millennio meno, di F.Ripesi regia di F.Ripesi
- Forse era meglio restare solo, di F.Ripesi, regia di F.Ripesi
- A volte un gatto, di C.Censi, regia di M.Milazzo
- Stavo tanto bene con i miei, di G.Purpi, regia di M.Milazzo

## Doppiaggio

### Cinema
- Jay Baruchel in Molto incinta
- Falk Hentschel in Sotto assedio - White House Down
- Michael Mosley in Ricatto d'amore
- Dylan Kenin in Carriers - Contagio letale
- Steve Harris in Takers
- Martin Sherman in Captain America - Il primo Vendicatore
- Kumail Nanjiani in Tre all'improvviso
- Adrien Saint-Joré in L'ennemi intime
- Yevgeniy Dekhtyar in City Island
- Thomas Hennessy in Il massacro di Haditha
- Kenneth Choi in La notte non aspetta
- Jason Babinsky in Giustizia privata
- Ashton Holmes in La forza del campione
- Christien Anholt in Giovani aquile
- Matthew Raudsepp in Orphan
- Dean Cudworth in Next
- Szabolcs Csák in Moonacre - I segreti dell'ultima luna
- Mykel Shannon Jenkins in Le regole del gioco
- Marko Bitraku in Balkan Bazaar
- Amit Dhawan in A Mighty Heart - Un cuore grande
- Brent Skagford  in  The Words
- Hunter Weeks  in  Parental Guidance
- Fred Testot in Arthur e la vendetta di Maltazard
- Senor Pablo in Flight Risk - Trappola ad alta quota

### Film d'animazione
- Une Vie De Chat  (Monsier Bébé)
- Inuyasha the Movie - L'isola del fuoco scarlatto (Gora)
- Trilli e il tesoro perduto (Stone)
- Sansone (Beppe)
- Rio (Silvio)
- Cars 3 (Danny)

### Film Tv e miniserie
- Jean-Luc Joseph in Une Nuit
- Byoung Soon Kim in Mother
- Adel Bencherif in Nuit Blanche
- Marcus Thomas in Stolen - Rapiti
- Doc Gynéco in Alì Babà e i 40 ladroni
- John D. Kim in Carolina
- Brian Patrick Clarke in Contrasti e amori
- Dean J. West in Beauty & the Briefcase
- Garret Dillahunt in Pretty Bird
- Derek Graf in The Express
- Jesse Reid in I 16 desideri
- Ty Olsson in The Perfect Suspect
- Rolando Molina in Meteor
- Velislav Pavlov in Thor: Hammer of the Gods
- Shah Rukh Khan in L'amore porta fortuna

### Serie televisive
- Ethan Erickson in The Closer, Melrose Place
- Kyle Labine in Samurai Girl, Reaper - In missione per il Diavolo
- Dilan Chalfy  in The Carrie Diaries
- Matt Ellis  in Bates Motel
- Ben Zelevansky in Non fidarti della str**** dell'interno 23
- Cédric Delsaux e Arnaud Garnier in Sulle tracce del crimine
- John Scott Horton in The Lying Game
- Jarod Joseph in C'era una volta
- Jeff Galfer e Eltony Williams in Castle
- Nathaniel Dean in Rush 3
- Gregor Manns in Body of Proof
- Jon Steinberg in Miss Reality
- Scott Rinker in Melissa & Joey
- Sam Page e Derek Mio in Greek - La confraternita
- Erik Palladino in Reaper - In missione per il Diavolo
- Ryan Devlin in Cougar Town
- Bryan Probets in The Starter Wife
- Michael Gambino in The Riches
- Paul Popowich in Beautiful people
- Shawn Roberts in Psych
- Adam Crosby, Ross Thomas e Lorenzo Callender in Lie to Me
- Josh Sussman in Glee
- Michael Adamthwaite in Smallville
- Jeremy Luke in Las Vegas
- David Banner in Detective Monk
- James Lauren in Crusoe
- Curtis Caravaggio in Fringe
- Khalil Kain in Medium
- Paul Walia in Three Rivers
- Kevin Alejandro in Sons of Anarchy
- Tory Kittles in Sons of Anarchy
- Tony Stewart e Ricky Wayne in The Glades
- Radick Cembrzynski e Josh Stewart in Miami Medical
- Christian Coulson in Gossip Girl
- Chris Warren Jr. in Hard Times - Tempi duri per RJ Berger
- French Stewart in Zeke e Luther
- Jonathan Ames in Bored to Death - Investigatore per noia
- Adam Cagley in Buona fortuna Charlie
- Brandon Craggs in Overruled
- Spencer Scott in As the bell rings
- Marc Donato in Degrassi Junior High
- Jonathan Lam in Una banda allo sbando
- Scott Dreier in Zack e Cody sul ponte di comando
- Adam Cagley, Tom Choi e Adam Shapiro in Zack e Cody al Grand Hotel
- Nick Ballard in Cold Case - Delitti irrisolti
- Jannik Buddig in 5 stelle
- Roman Knizka in Dark

### Cartoni animati
- Bradley Gosnell in I Puffi
- Falciaerba in Wild Soccer Bunch
- Tye e Mal in Young Justice
- Dracmon in Digimon Fusion Battles
- George e Butch in American Dad!
- Daryl in The Cleveland Show
- Clovis in Hotel Seaside
- Woody in Sons of Butcher
- Colonnello in Jimmy Jimmy
- Harris in Galactik Football
- Reporter in Capitan Flamingo
- Grippullon, Bickles e Mark Chang (3^ voce) in Due fantagenitori
- Earl in Wow! Wow! Wubbzy!
- Free in Soul Eater
- Erioh Kure, Karugo Kurachi, Tadashi Iida e Sanpei Furumi in Kengan Ashura
- Thiago Torres in Inazuma Eleven
- Billy in I Simpson
- Tobias Kiramman in Arcane
- Manjiro in Dandadan (ediz. Netflix)

### Videogiochi
- Kenji in Ghost of Tsushima[1]

## Pubblicità
- Eurostar Trenitalia, Toyota Yaris, Telecom e molte altre.